# Ōshima Hiroshi
Nam tước Hiroshi Ōshima (大島 浩 Ōshima Hiroshi) là một vị tướng trong Lục quân Đế quốc Nhật Bản, là đại sứ của Nhật Bản đến Đức trước và trong Chiến tranh thế giới thứ hai.
Vai trò của ông là nguồn thông tin tốt nhất của Tướng George C. Marshall, người đã xác định: "Những báo cáo của Oshima là cơ sở giúp chúng ta nắm được chiến lược của Hitler ở châu Âu, và cũng là cơ sở để chúng ta đập tan những chiến lược ấy...".
Hầu như tất cả các báo cáo của Ōshima từ Berlin về cho Đế quốc Nhật Bản đều bị Phe Đồng Minh giải mã thành công: khoảng 75 trong 11 tháng năm 1941, khoảng 100 vào năm 1942, 400 vào năm 1943, 600 vào năm 1944 và khoảng 300 trong thời gian hơn bốn tháng năm 1945 khi Đức đang có chiến tranh. Trong suốt những năm là đại sứ ở Đức, Oshima đã gửi về Tokyo tổng cộng hơn 1.400 báo cáo, trong đó 300 báo cáo được phe Đồng Minh nhận định là vô cùng giá trị.

## Tiểu sử
Ōshima là con trai của một gia đình samurai Nhật Bản nổi tiếng từ tỉnh Gifu, cha của ông Oshima Ken'ichi (大島健 Ōshima Ken'ichi) từng là Bộ trưởng bộ Chiến tranh của Đế quốc Nhật Bản từ năm 1916 đến năm 1918.

## Sự nghiệp quân sự
Ōshima tốt nghiệp hạng 18 của Trường Sĩ quan Lục quân (Đế quốc Nhật Bản) vào tháng 6 năm 1905 được thăng lên trung úy vào tháng 6 năm 1908. Ông tốt nghiệp lớp 27 của Đại học Lục quân (Đế quốc Nhật Bản) vào tháng 5 năm 1915, và được thăng cấp lên đội trưởng năm sau. Từ 1918 đến 1919, ông phục vụ ở Siberia với các lực lượng viễn chinh Siberia, và được bổ nhiệm làm ủy viên quân sự trong đại sứ quán Nhật Bản tại Cộng hòa Weimar. Được thăng chức vào tháng 1 năm 1922, ông làm phụ tá quân sự tại Budapest và Vienna từ 1923 đến 1924. Sau khi trở về Nhật Bản, ông được thăng chức trung tá vào tháng 8 năm 1926; sau khi được thăng chức lên đại tá vào tháng 8 năm 1930, ông là chỉ huy của Trung đoàn pháo binh số 10 từ 1930 đến 1931.

## Nhà ngoại giao

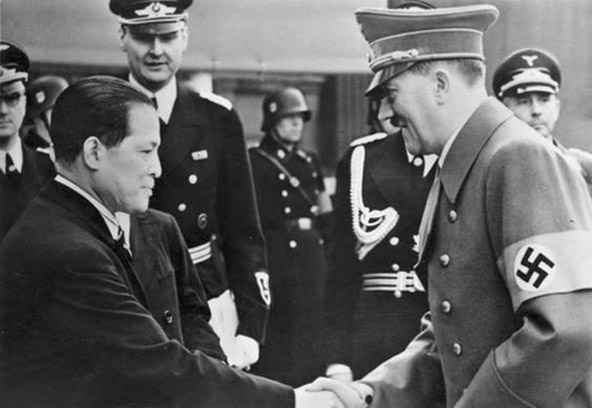
Hitler đón Oshima khi ông đến trình quốc thư.

Năm 1934, Oshima là tùy viên quân sự của Đại sứ quán Nhật Bản ở Berlin, Đức, hàm thiếu tướng trước khi chính thức giữ vai trò đại sứ năm 1940 với cấp hàm trung tướng. Là bạn thân với Joachim von Ribbentrop - Bộ trưởng Ngoại giao Đức Quốc xã đồng thời cũng là cố vấn về các chính sách đối ngoại cho Hitler, cũng như với Heinrich Himmler - trùm mật vụ Đức Quốc xã, cả hai nhân vật ấy đã cung cấp cho Oshima nhiều tin tức thuộc loại "trên cả tuyệt mật".
Vào tháng 9 năm 1939, Ōshima được triệu hồi về Nhật Bản - như mối quan hệ giữa chính phủ Đức và Nhật Bản đã căng thẳng sau Hiệp ước Xô-Đức.
Năm 1940, ông quay lại Berlin nhưng lần này với cương vị đại sứ. Trong lễ trình quốc thư, đích thân Hitler ra tận cửa đại sảnh đón Oshima rồi sau đó, cả hai trò chuyện với nhau suốt gần 2 giờ đồng hồ. Trong cuộc trò chuyện, phát xuất từ lòng tin liên minh Phe Trục nên Hitler đã không ngần ngại cho Oshima biết về kế hoạch phát động chiến tranh của Đức Quốc Xã ở châu Âu, trong đó có cả việc Đức sẽ chiếm Pháp, Bỉ, Áo, Na Uy, Hà Lan, Đan Mạch...

## Bị thu thập thông tin tình báo
Thời điểm này, giữa Hoa Kỳ và Nhật chưa xảy ra chiến tranh, Hoa Kỳ vẫn đứng ngoài cuộc nhưng Chính phủ Hoa Kỳ không ngừng cảnh giác, đề phòng chủ nghĩa quân phiệt Nhật. Bên cạnh việc thiết lập một mạng lưới điệp viên ở Đức, Nhật và nhiều quốc gia khác đã bị Đức, Nhật chiếm đóng, hoặc có quan hệ ngoại giao, thương mại với Đức, Nhật để thu thập tin tức,
Bộ Chiến tranh Hoa Kỳ còn tổ chức một hệ thống nghe lén và giải mã các bản tin gửi đi và đến các sứ quán Nhật, Đức. Hệ thống ấy đặt tại một tòa nhà trong công viên Bletchley, Buckinghamshire, Anh. Đến năm 1940, Bletchley đã giải mã được tất cả những bản tin từ Đại sứ quán Nhật Bản ở Berlin gửi về Tokyo và ngược lại. Tuy nhiên, người Nhật hoàn toàn giấu kín người Đức việc họ sẽ tập kích trận Trân Châu Cảng nên Hoa Kỳ hoàn toàn bất ngờ và chịu thiệt hại nặng nề cho Hạm đội Thái Bình Dương.
Với sự tận tâm vì Đế quốc Nhật Bản, Oshima ghi chép tất cả những vấn đề mà ông đánh giá là quan trọng rồi gửi về Tokyo. Sự tận tâm ấy vô tình đã cung cấp cho Chính phủ Hoa Kỳ những tài liệu vô cùng quan trọng. Những báo cáo của Oshima bao trùm một loạt các vấn đề quân sự, chẳng hạn như người Đức đang tiến hành chương trình chế tạo máy bay phản lực, Bom bay V-1, bom nguyên tử và quan trọng nhất là kế hoạch tấn công Liên Xô - Chiến dịch Barbarossa.
Khi giải mã được thông tin này, Chính phủ Hoa Kỳ cung cấp cho Chính phủ Anh để người Anh báo cho phía Liên Xô với ý định lôi kéo Liên Xô tham gia vào phe Đồng Minh chống phát xít Đức. Tuy nhiên những nhà lãnh đạo Liên Xô hồi ấy lại không tin rằng Đức sẽ đánh họ vì giữa hai nước đã ký kết Hiệp ước Xô-Đức không xâm lược lẫn nhau.
Năm 1944, Oshima gửi về Tokyo một báo cáo mô tả chi tiết các thông số của Messerschmitt Me 262 do Đức Quốc xã chế tạo, bay thử lần đầu tiên và đã thành công như hình dáng, vật liệu hợp kim, sức đẩy động cơ, tốc độ, vận tốc, độ cao, vũ khí trang bị cùng các nhà máy, nơi chế tạo ra các bộ phận của nó. Căn cứ vào báo cáo này, người Hoa Kỳ biết được chương trình chế tạo máy bay phản lực chiến đấu của Đức đã phát triển đến mức độ nào rồi từ đó, vạch ra kế hoạch ném bom vào các cơ sở công nghiệp hàng không Đức. Cùng năm, khi được mời đi thăm tuyến phòng thủ ở bờ biển miền bắc nước Pháp, Oshima đã gửi về Tokyo tổng cộng 24 báo cáo, trong đó mô tả chi tiết từng ụ súng hạng nặng, số lượng, phiên hiệu và trang bị vũ khí của các đơn vị Đức đóng quân ở vùng này cũng như cơ cấu chỉ huy, các tuyến đường tiếp vận chính. Những báo cáo ấy đã trở thành tài liệu vô giá để phe Đồng Minh lập ra kế hoạch đổ bộ lên Normandy ngày 6 tháng 6 năm 1944.
Sau cuộc đổ bộ lên Normandy của phe Đồng Minh, ngày 4 tháng 9 năm 1944, Oshima được Hitler mời đến Tổng hành dinh quân đội Quốc xã. Trong hơn một giờ đồng hồ nói chuyện, Hitler tiết lộ rằng ông ta đang lập kế hoạch phản công lớn ở mặt trận phía Tây là trận Ardennes. Khi đó, thời tiết mùa đông sẽ rất xấu, máy bay phe Đồng Minh không thể phát huy sức mạnh. Theo Hitler, cuộc tấn công sẽ được tung ra vào cuối tháng 11 và để Hoa Kỳ phải đối phó ở cả hai đầu, Hitler yêu cầu Oshima báo về Tokyo, đề nghị phía Nhật tăng cường các trận tập kích Hải quân Hoa Kỳ trên Thái Bình Dương. Một lần nữa, thông tin vô giá lại rơi vào tay Hoa Kỳ và phe Đồng Minh. Đúng như báo cáo của Oshima gửi về Tokyo, cuối tháng 11 năm 1944, quân đội Đức mở cuộc phản công chiếm lại nước Pháp. Ngày 16 tháng 12, phe Đồng Minh chính thức nghênh chiến. Trận Ardennes kéo dài 39 ngày với số thương vong của phe Đồng Minh là 75.000 người, còn phía Đức là 98.000 người. Đây được coi là trận đánh đẫm máu nhất trong suốt chiều dài Chiến tranh thế giới thứ hai. Kết quả quân Đức tháo lui, phe Đồng Minh lần lượt giải phóng Bỉ, Áo, Hà Lan, Na Uy, Đan Mạch... Ở Thái Bình Dương, Hải quân Hoa Kỳ đánh đắm một loạt các hàng không mẫu hạm và chiến hạm sừng sỏ của Đế quốc Nhật Bản, trong đó có lớp thiết giáp hạm Yamato.
Chỉ duy nhất một lần Hoa Kỳ không tin vào Oshima, đó là khi ông gửi về Tokyo bản báo cáo về loại Bom bay V-1, V-2 mà người Đức vừa thử nghiệm thành công. Khi ấy, Bộ Chiến tranh Hoa Kỳ cho rằng sau những cuộc ném bom hủy diệt, ngành công nghiệp quân sự Đức đã quay trở lại thời điểm những năm 1930 nên bom bay V1, V2  là đòn "rung cây nhát khỉ". Chỉ đến khi những quả bom này rơi xuống London, phá hủy phần lớn thành phố, giết chết hơn 20.000 người họ mới vỡ lẽ ra thì đã muộn.

## Tội phạm chiến tranh
Ngày 13 tháng 4 năm 1945, Bộ trưởng Ngoại giao Joachim von Ribbentrop ra lệnh sơ tán tất cả các nhà ngoại giao khỏi Berlin ngay lập tức vì Đức Quốc Xã, Liên Xô và Khối Đồng Minh sẽ hủy diệt cả thành phố. Lập tức, Oshima gửi vợ đến Bad Gastein, Áo rồi ngay ngày hôm sau, ông cùng các nhân viên ngoại giao Nhật Bản khác cũng đến Áo.
Đầu tháng 5 năm 1945, Đức Quốc Xã đầu hàng. Oshima bị quân Đồng Minh bắt giam.
Ngày 11 tháng 7 năm 1945, người Hoa Kỳ chuyển Oshima đến trại tù binh chiến tranh Bedford Springs thuộc bang Pennsylvania để thẩm vấn. Đến tháng 11, sau khi Nhật đầu hàng, phía Hoa Kỳ trao trả ông cho chính quyền mới của nước Nhật.
Ngày 16 tháng 12 năm 1945, Oshima ra tòa với cáo buộc tội ác chiến tranh, bao gồm việc tích cực hợp tác với Hitler trong chiến dịch tấn công các tàu vận tải dân sự không vũ trang, dẫn đến cái chết của hơn 47.000 người vô tội, hợp tác với các phòng thí nghiệm Đức, cung cấp những kết quả thí nghiệm ấy để quân đội Nhật áp dụng trên cơ thể tù binh Anh, Hoa Kỳ, Philippines, tích cực ủng hộ việc diệt chủng người Do Thái, dùng tù binh là phi công Đồng Minh làm lá chắn sống để ngăn các cuộc ném bom lên lãnh thổ nước Nhật...
Ngày 12 tháng 11 năm 1948, Oshima bị kết án tù chung thân nhưng năm 1958, ông được ân xá.